# Vlaamse verkiezingen 2009
Op zondag 7 juni 2009 werden in Vlaanderen verkiezingen voor het Vlaams Parlement gehouden. Deze worden gelijktijdig met de Europese parlementsverkiezingen gehouden.

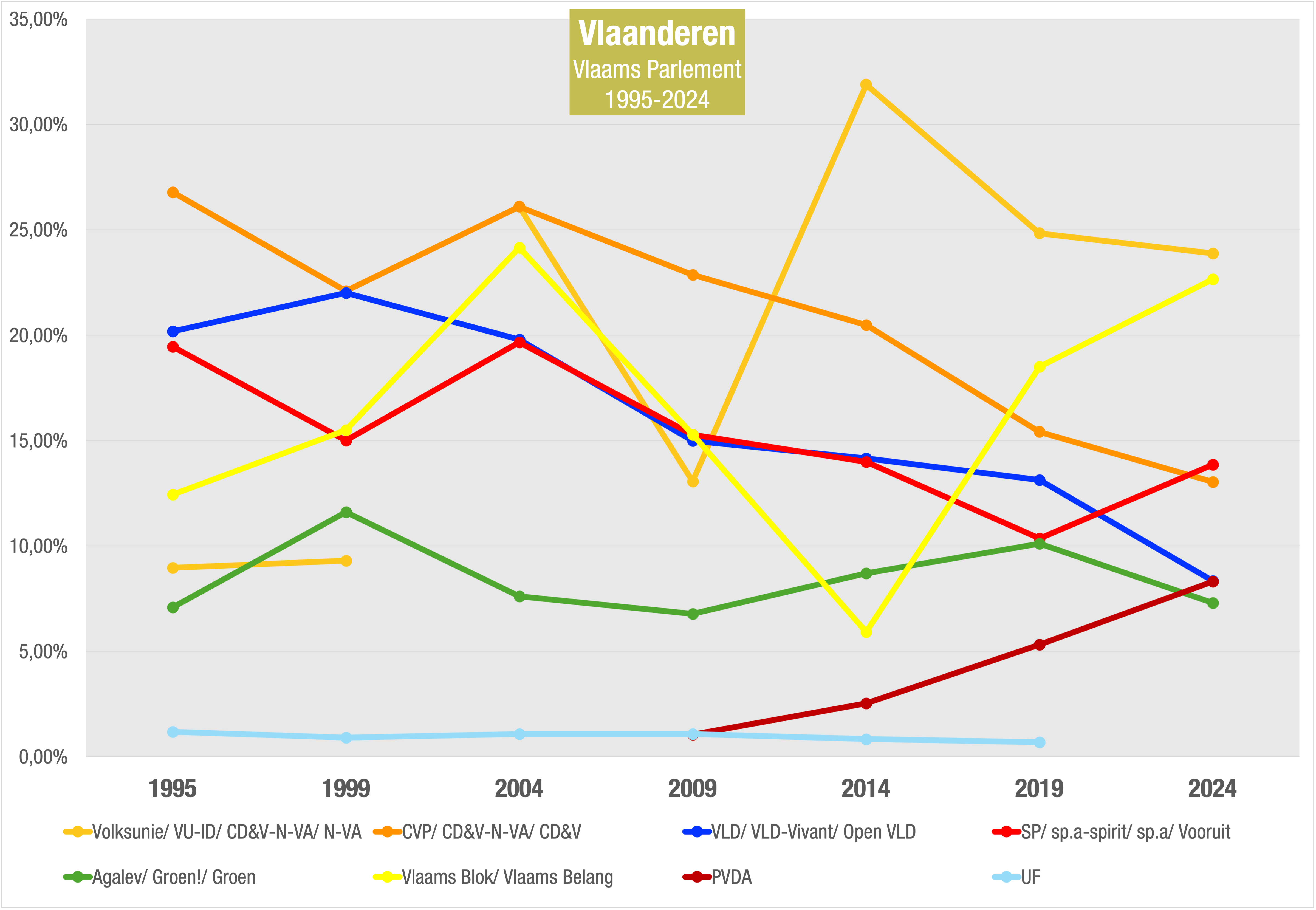
Grafiek van de Vlaamse partijen en hun behaalde resultaten voor het Vlaams Parlement van 1995 tot en met 2024, uitgedrukt in procenten.

## Zetels
Er zijn 124 zetels verkiesbaar verdeeld over 6 kiesomschrijvingen. 118 hiervan worden gekozen door de kiesgerechtigden wonende in de 5 provincies van het Vlaams Gewest. 6 hiervan worden gekozen door kiesgerechtigden wonende in het Brussels Gewest.

## Uitslagen

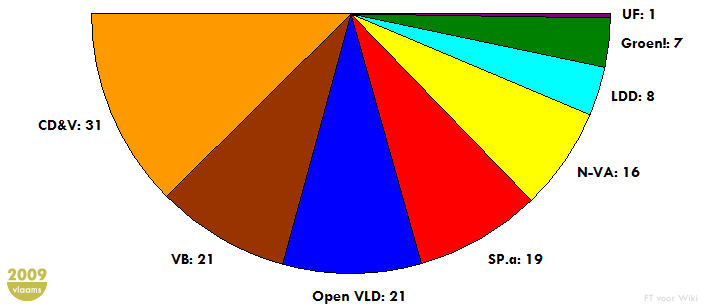
Zetelverdeling in het Vlaams Parlement op basis van de verkiezingsuitslag in 2009

In 2004 kwam de CD&V nog op in kartel met de N-VA en sp.a kwam op in kartel met Spirit, voorloper van SLP. In onderstaande tabel worden de kartelresultaten van 2004 weergegeven bij de CD&V en sp.a, de grootste partijen binnen hun respectievelijke kartels
| Partij                               | Partij                               | Partij                               | 2009      | 2009  | 2009   | 2004  | 2004   | verschil | verschil |
| Partij                               | Partij                               | Partij                               | stemmen   | %     | zetels | %     | zetels | pp       | zetels   |
| ------------------------------------ | ------------------------------------ | ------------------------------------ | --------- | ----- | ------ | ----- | ------ | -------- | -------- |
|                                      | 9. CD&V                              | lijsten                              | 939.873   | 22,86 | 31     | 26,09 | 28     | -3,23    | +3       |
|                                      | 7. Vlaams Belang                     | lijsten                              | 628.564   | 15,28 | 21     | 24,15 | 32     | -8,87    | -11      |
|                                      | 1. sp.a                              | lijsten                              | 627.852   | 15,27 | 19     | 19,66 | 22     | -4,39    | -3       |
|                                      | 11. Open Vld                         | lijsten                              | 616.610   | 14,99 | 21     | 19,79 | 25     | -4,80    | -4       |
|                                      | 5. N-VA                              | lijsten                              | 537.040   | 13,06 | 16     | -     | 6      | 13,06    | +10      |
|                                      | 12. Lijst Dedecker                   | lijsten                              | 313.176   | 7,62  | 8      | -     | -      | -        | +8       |
|                                      | 6. Groen!                            | lijsten                              | 278.211   | 6,77  | 7      | 7,60  | 6      | -0,83    | +1       |
|                                      | UF                                   | lijsten                              | 47.319    | 1,15  | 1      | 1,07  | 1      | 0,08     | =        |
|                                      | 4. SLP                               | lijsten                              | 44.734    | 1,09  | 0      | -     | 4      | 1,09     | -4       |
|                                      | PVDA+                                | PVDA+                                | 42.849    | 1,04  | 0      | 0,56  |        |          |          |
|                                      | BELG.ALLIANTIE                       | BELG.ALLIANTIE                       | 9.318     | 0,23  | 0      | -     |        |          |          |
|                                      | Vrijheid                             | Vrijheid                             | 6.228     | 0,15  | 0      | -     |        |          |          |
|                                      | RESPECT                              | RESPECT                              | 5.692     | 0,14  | 0      | 0,13  |        |          |          |
|                                      | CAP                                  | CAP                                  | 2.211     | 0,05  | 0      | -     |        |          |          |
|                                      | VCD                                  | VCD                                  | 1.898     | 0,05  | 0      | -     |        |          |          |
|                                      | B.U.B. (BELG.UNIE)                   | B.U.B. (BELG.UNIE)                   | 712       | 0,02  | 0      | -     |        |          |          |
| Totaal                               |                                      |                                      |           |       |        |       |        |          |          |
| Geldige stemmen                      | Geldige stemmen                      | Geldige stemmen                      | 4.112.325 | 100   | 124    | 100   | 124    | 0,0      | 0        |
| Blanco en ongeldig                   | Blanco en ongeldig                   | Blanco en ongeldig                   | 239.482   |       |        |       |        |          |          |
| Uitgebrachte stemmen (incl. Brussel) | Uitgebrachte stemmen (incl. Brussel) | Uitgebrachte stemmen (incl. Brussel) | 4.351.807 |       |        |       |        |          |          |
| Ingeschreven kiezers (Vlaams Gewest) | Ingeschreven kiezers (Vlaams Gewest) | Ingeschreven kiezers (Vlaams Gewest) | 4.676.488 |       |        |       |        |          |          |

De twee grote overwinnaars waren de christendemocratische CD&V en de Vlaams-nationalistische N-VA. De CD&V van minister-president Kris Peeters scoorde goed ondanks de federale moeilijkheden die de partij had in de Regering-Van Rompuy. De N-VA van Bart De Wever, dat in 2004 nog in kartel was opgekomen met CD&V, scoorde ook alleen sterk.
De twee andere partijen die actief waren in de Vlaamse regering, de liberale Open Vld en de socialistische sp.a leden verlies. Na de verkiezingsnederlaag nam Bart Somers ontslag als Open Vld-voorzitter. Een mogelijke verklaring van de nederlaag, ligt bij de zaak-Dirk Vijnck en (pogingen tot) verwijdering van leden als Hugo Coveliers, Jean-Marie Dedecker en Patricia De Waele. De SLP, voorheen als Spirit in kartel met de sp.a, haalde weinig stemmen en haalde de kiesdrempel niet. Lijst Dedecker was een sterke nieuwkomer, al had de partij op nog betere resultaten gehoopt. De groene partij Groen! kon weinig vooruitgang boeken, in tegenstelling tot zusterpartij Ecolo in Wallonië. Het Vlaams Belang verloor veel stemmen aan N-VA en LDD, en ging voor het eerst fors achteruit.

### Verkozenen
Zie Vlaams Parlement (samenstelling 2009-2014) voor een overzicht van de verkozen volksvertegenwoordigers.
| Gewest     | Gewest          | Zetels per partij | Zetels per partij | Zetels per partij | Zetels per partij | Zetels per partij | Zetels per partij | Zetels per partij | Zetels per partij | Totaal |
|            | Provincie       | CD&V              | VB                | Open Vld          | sp.a              | N-VA              | LDD               | GROEN!            | UF                | Totaal |
| ---------- | --------------- | ----------------- | ----------------- | ----------------- | ----------------- | ----------------- | ----------------- | ----------------- | ----------------- | ------ |
| Vlaanderen | Antwerpen       | 8                 | 7                 | 4                 | 5                 | 6                 | 1                 | 2                 | n.v.t.            | 33     |
| Vlaanderen | Oost-Vlaanderen | 6                 | 4                 | 6                 | 4                 | 3                 | 2                 | 2                 | n.v.t.            | 27     |
| Vlaanderen | West-Vlaanderen | 7                 | 3                 | 3                 | 3                 | 2                 | 2                 | 1                 | n.v.t.            | 22     |
| Vlaanderen | Vlaams-Brabant  | 4                 | 3                 | 4                 | 3                 | 3                 | 1                 | 1                 | 1                 | 20     |
| Vlaanderen | Limburg         | 5                 | 3                 | 2                 | 3                 | 2                 | 1                 | 0                 | n.v.t.            | 16     |
| Brussel    | Brussel         | 1                 | 1                 | 2                 | 1                 | n.v.t.            | n.v.t.            | 1                 | n.v.t.            | 6      |
| Totaal     | Totaal          | 31                | 21                | 21                | 19                | 16                | 8                 | 7                 | 1                 | 124    |

## Lijstnummers
Er werden in totaal 77 lijsten ingediend voor de Vlaamse verkiezingen. Onderstaande lijsten ontvingen een nationaal lijstnummer:
- sp.a : 1
- SLP : 4
- N-VA : 5
- Groen! : 6
- Vlaams Belang : 7
- CD&V : 9
- Open Vld : 11
- Lijst Dedecker : 12
- CAP : 13
- LSP : 15
- PvdA+ : 17

## Partijen

### Sp.a
Hoewel de sp.a federaal in de oppositie zetelde, maakte de partij op Vlaams niveau deel uit van de regering. Toch probeerde de sp.a zich als oppositiepartij te profileren tegen de regering van Leterme I en de Regering-Van Rompuy.
In 2004 behaalden ze 19,6 % van de stemmen.
Haar verkiezingsslogan was: "Nu zeker."

### SLP
De SLP nam voor de eerste keer in haar bestaan op eigen houtje deel aan de verkiezingen. Voorzitter Geert Lambert maakte zich sterk en mikte op 1 zetel. Of de SLP de kiesdrempel haalt was onzeker.
De partij had twee zetels te verdedigen. Via het kartel sp.a/SPIRIT haalde de voorloper van de SLP 5 zetels in het Vlaams parlement en 2 zetels in het Brussels parlement. Omdat de groep rond Geert Lambert besliste om niet in kartel met de sp.a naar de kiezer te trekken, stapten heel wat parlementsleden en bekende gezichten van de partij naar de sp.a. Eén parlementslid maakt de overstap naar Groen!.
SLP begon aan de legislatuur als regeringspartij. Ze had boegbeeld Bert Anciaux als minister van cultuur en sport. Na de breuk met de sp.a stapte Bert Anciaux over naar de Vlaamse socialisten. De twee overgebleven parlementsleden van SLP zetelden dan als onafhankelijken en maakten deel uit van de oppositie.
Haar verkiezingsslogan is: "Durven veranderen. Nu zeker."

### N-VA
Aan het begin van de legislatuur maakte de N-VA deel uit van de Vlaamse regering. Op 22 september 2008. stapte Minister van Bestuurszaken, Buitenlands Beleid, Media en Toerisme Geert Bourgeois op na de breuk tussen kartelpartners CD&V en N-VA. Daarna werkte de N-VA verder vanuit de oppositie.
Het boegbeeld van de partij was Bart De Wever.
In het Vlaams parlement had N-VA zes zetels te verdedigen. Jan Peumans werd door de krant De Standaard verkozen tot hardst werkend parlementslid.
De N-VA had ook af te rekenen met interne problemen. Zo liep onder meer parlementslid Gino De Craemer over naar Lijst Dedecker. Ook enkele lokale mandatarissen maakten de overstap naar LDD.
Haar verkiezingsslogan was: "Sterker Vlaanderen, minder crisis."

### Groen!
De partij Groen!, die onder de naam Agalev in de vorige legislatuur nog in de Vlaamse regering zat, werkte deze legislatuur vanuit de oppositie. De partij behaalde in 2004 zes zetels.
Na de overstap van ex-spirit-parlementslid Bart Caron telde de fractie zeven leden. Caron trok in West-Vlaanderen de Vlaamse lijst voor Groen!.
Heel wat oudere parlementsleden zouden na deze verkiezingen plaats maken voor nieuwe jonge gezichten. Dit deed de partij naar aanloop van de federale verkiezingen van 2007 ook al.
Haar verkiezingsslogan was: "De toekomst wil vooruit."

### Vlaams Belang
Vlaams Belang kreeg aan de rechterzijde concurrentie van Lijst Dedecker en N-VA. Bij de Vlaamse verkiezingen in 2004 kreeg het toenmalige Vlaams Blok 24,2% van de stemmen. Zo sleepte het Vlaams Blok 32 zetels in de wacht. Na enkele overstappen naar Lijst Dedecker was dit aantal herleid tot 29, waarmee ze nog steeds de grootste fractie waren.
Net als in 2007 trok ook nu het Vlaams Belang samen met VLOTT naar de verkiezingen in een alliantie.
De partij organiseerde naar aanleiding van 1 mei een grote verkiezingsmeeting met meer dan 5.000 aanwezigen te Antwerpen. Haar verkiezingsslogan was: "Dit is ONS land."
Bij deze verkiezingen moest het VB een derde van haar stemmen inleveren en strandde op 16%. Daarmee was dit de eerste zware verkiezingsnederlaag in haar geschiedenis.

### CD&V
Haar verkiezingsslogan was: "Sterk in moeilijke tijden." Onder leiding van later minister-president Yves Leterme won CD&V de vorige regionale verkiezingen in 2004. Leterme kwam opnieuw op, als lijstduwer bij de effectieven in West-Vlaanderen. Minister-president Kris Peeters trok de lijst in Antwerpen en was openlijk kandidaat om zichzelf op te volgen.

### Open Vld
Oud-premier Guy Verhofstadt had een boek geschreven met als titel: De weg uit de crisis. Hoe Europa de wereld kan redden. Dit werd op zondag 3 mei in Leuven voorgesteld. Hierin pleitte hij voor een verregaande soevereiniteitsoverdracht van nationaal naar supranationaal niveau als oplossing voor de financieel-economische crisis.
Open Vld en Lijst Dedecker voerden een intensieve verkiezingsstrijd. Een markant feit in de campagne was de overstap van Kamerlid Dirk Vijnck van LDD naar Open Vld. Na veertien dagen keerde hij terug naar zijn oorspronkelijke fractie. In de nasleep van deze affaire kwam een document boven water waarin Vijnck financiële toekomstgaranties kreeg van Open Vld-voorzitter Bart Somers onder de vorm van een verkiesbare plaats bij de volgende verkiezingen of een kabinetspositie met een gelijkaardige verloning. Tevens kwamen documenten aan het licht waaruit bleek dat ook gepoogd werd LDD-Kamerlid Martine De Maght te doen overlopen naar Open Vld. Als een gevolg hiervan besloot Somers op de achtergrond te blijven tijdens de campagne, ten voordele van Dirk Van Mechelen die zich als kandidaat minister-president opwierp.

### Lijst Dedecker
LDD-boegbeeld Jean-Marie Dedecker zorgde voor opschudding in het politieke milieu toen bleek dat hij een privé-detective had ingehuurd om minister van buitenlandse zaken Karel De Gucht (Open Vld) te controleren op vermeende onregelmatigheden bij vastgoedtransacties. CD&V voorzitster Marianne Thyssen sprak van "Een onverantwoorde methode die niet thuishoort in onze politieke cultuur". De Gucht zelf sprak van "fascistische praktijken". Dedecker repliceerde daarop met: "Het is mijn plicht als parlementair om de uitvoerende macht te controleren" en dat hij in de toekomst gelijkaardige initiatieven zou nemen. Hij gaf nog mee dat dat beëdigde personen uit de gerechtelijke wereld verklaard hebben dat minister De Gucht en mensen uit zijn zakelijke entourage betrokken waren bij de onderhandelingen over de huurcontracten van een zestal gerechtsgebouwen in België in het kader van een sale and lease back-operatie ervan via de bvba Redeba Invest.
Medio april 2009 raakte bekend dat onderzoeksjournalist Raf Sauviller van Humo en P-Magazine werkt aan een boek over Jean-Marie Dedecker met als titel: De buffel. De rode draad in het verhaal zou neerkomen op vermeende belangenvermenging vanwege de politicus.
Open Vld en Lijst Dedecker voerden een intensieve verkiezingsstrijd. Een markant feit in de campagne was de overstap van Kamerlid Dirk Vijnck van LDD naar Open Vld. Na veertien dagen keerde hij terug naar zijn oorspronkelijke fractie. In de nasleep van deze affaire kwam een document boven water waarin Vijnck financiële toekomstgaranties kreeg van Open Vld-voorzitter Bart Somers onder de vorm van een verkiesbare plaats bij de volgende verkiezingen of een kabinetspositie met een gelijkaardige verloning. Tevens kwamen documenten aan het licht waaruit bleek dat ook gepoogd werd LDD-Kamerlid Martine De Maght te doen overlopen naar Open Vld.
Haar verkiezingsslogan was: "Gezond verstand van A tot Z."

### Kleine partijen
VLOTT
Net als in 2007 nam VLOTT nu ook weer deel aan de verkiezingen in alliantie met het Vlaams Belang. VLOTT kwam op in de provincies Antwerpen, Oost- en West-Vlaanderen.
PVDA +
De Partij van de Arbeid van België ging onder de naam PVDA+ naar de verkiezingen met verruimingskandidaten. Bekende kandidaten waren onder meer Witse-acteur Dirk Tuypens, professor Dirk Vandermeulen (KU Leuven) en Tine Van Rompuy, zus van federaal premier Herman Van Rompuy en Eric Van Rompuy. Haar verkiezingsslogan was: "Stop het politieke circus."
LSP
LSP behaalde 0,2% bij de verkiezingen voor het Vlaams parlement, een verdubbeling tegenover 2004.
CAP
Het Comité voor een Andere Politiek nam ook dit keer deel aan de verkiezingen. Deze verkiezingen kon CAP niet rekenen op de steun van LSP. Die laatste had een belangrijke stem binnen CAP.
Union des Francophones
De Franstalige UF nam enkel deel in de provincie Vlaams-Brabant. Daar behaalden ze 10,5% van de stemmen.
Vrije Christen Democraten
De VCD nam enkel deel in de provincie West-Vlaanderen, waar ze slechts 0,2% van de stemmen behaalden.
Belgische Alliantie
De Belgische Alliantie, een Belgicistische partij, behaalde 0,2% van de stemmen.